# Liste der Monuments historiques in Talmont-sur-Gironde
Die Liste der Monuments historiques in Talmont-sur-Gironde führt die Monuments historiques in der französischen Gemeinde Talmont-sur-Gironde auf.

## Liste der Bauwerke
| Bezeichnung          | Beschreibung                      | Standort | Kennzeichnung | Schutzstatus | Datum | Bild           |
| -------------------- | --------------------------------- | -------- | ------------- | ------------ | ----- | -------------- |
| Ehemaliger Friedhof  |                                   | (Lage)   | PA00105278    | Classé       | 1934  | weitere Bilder |
| Kirche Ste-Radegonde | Erbaut im 11. und 12. Jahrhundert | (Lage)   | PA00105279    | Classé       | 1890  | weitere Bilder |

## Liste der Objekte
Zum Verständnis siehe: Kirchenausstattung
| Bezeichnung                | Beschreibung                                                                                  | Standort                           | Kennzeichnung | Schutzstatus | Datum | Bild           |
| -------------------------- | --------------------------------------------------------------------------------------------- | ---------------------------------- | ------------- | ------------ | ----- | -------------- |
| Skulptur Christus am Kreuz | Holz, polychrom gefasst, 17. oder 18. Jahrhundert                                             | in der Kirche Ste-Radegonde (Lage) | PM17001799    | Inscrit      | 1997  |                |
| Antependium                | Seide, mit Perlen besetzt, 17. Jahrhundert                                                    | in der Kirche Ste-Radegonde (Lage) | PM17000537    | Classé       | 1984  |                |
| Modell eines Segelschiffs  | Votivgabe; Modell einer Fregatte mit 42 Geschützen; Holz, bemalt, Anfang des 19. Jahrhunderts | in der Kirche Ste-Radegonde (Lage) | PM17000536    | Classé       | 1980  | weitere Bilder |